# Alexander Filippowitsch Frolow

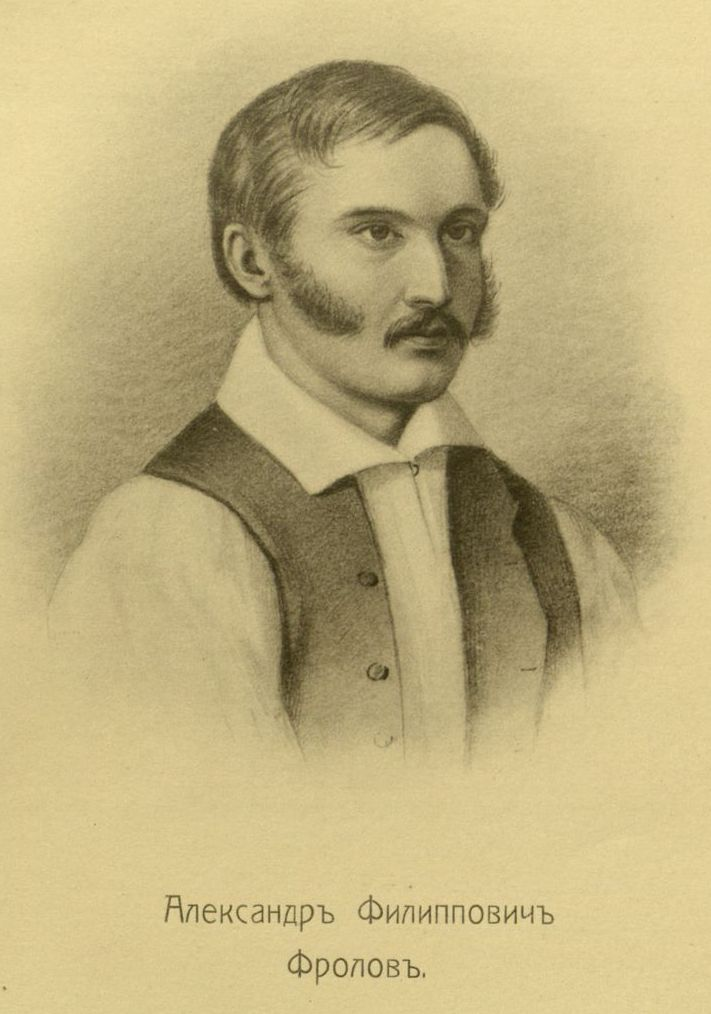
Alexander Filippowitsch Frolow

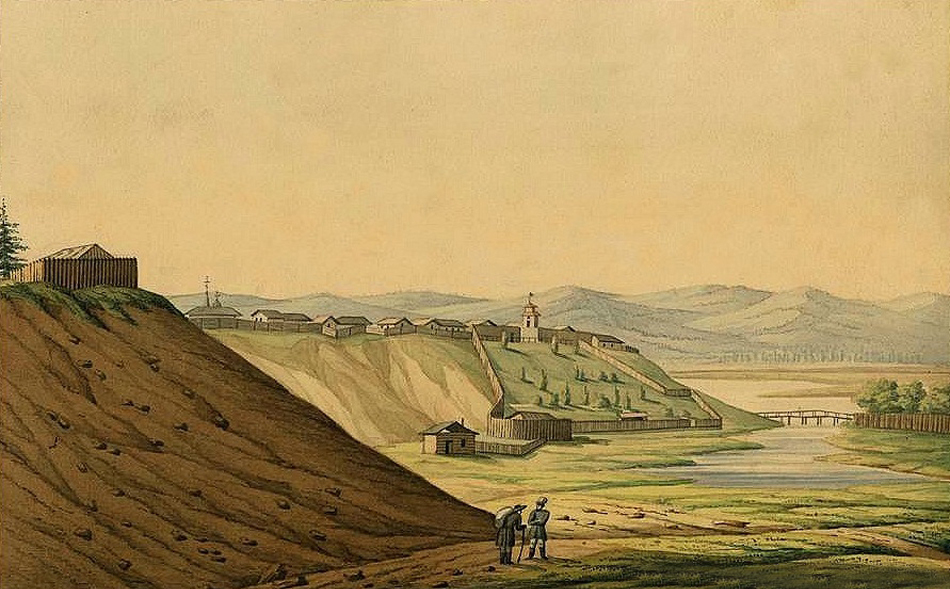
Nikolai Alexandrowitsch Bestuschew um 1828: Blick auf das Ostrog Tschita

Alexander Filippowitsch Frolow (russisch Александр Филиппович Фролов; * 24. Augustjul. / 5. September 1804greg. in Sewastopol; † 6. Maijul. / 18. Mai 1885greg. in Moskau) war ein russischer Offizier, Leutnant im russischen Infanterieregiment Pensa und Dekabrist.

## Leben
Alexander Frolow, der Sohn des Hauptmanns der Artillerie Filipp Frolow und seiner Gattin Pelageia Danilowna, entstammte dem Adelsgeschlecht derer auf Jenikale im Gouvernement Taurien. Von Hauslehrern erzogen, trat er am 10. August 1818 als Fähnrich in das genannte Pensaer Regiment ein und avancierte zum Leutnant. 1825 wurde sein Regiment von Alexei Iwanowitsch Tjuttschew kommandiert. Im selben Jahr wurde Alexander Frolow Mitglied der Gesellschaft der Vereinigten Slawen. Am 10. Februar 1826 wurde der Dekabrist Frolow verhaftet und zu zwanzig Jahren Katorga verurteilt. Die Strafe wurde dann auf fünfzehn Jahre reduziert. 1827 wurde er nach Sibirien verbracht. Im Ostrog Tschita war er ab 7. März 1827 inhaftiert. Maria Wolkonskaja berichtet, sie habe den jungen Leutnant Frolow zu der Zeit dort gesehen. 1830 kam er in die Peter-Hütte. 1835 wurde Alexander Frolow aus der Katorga entlassen und in Schuschenskoje im Gouvernement Jenisseisk zwangsangesiedelt. 1856 – nach dem Tode Nikolai I. – wurde er am 26. August rehabilitiert. Er ging zunächst in die alte Heimat nach Kertsch, versuchte sich dort ohne Erfolg als Landwirt und siedelte 1879 nach Moskau über. 
Alexander Frolow erlag einem Schlaganfall. Er wurde auf dem Wagankowoer Friedhof beerdigt.

## Familie
Am 8. Februar 1846 heiratete Alexander Frolow die Kosakin  Jewdokija Nikolajewna Makarowa (17. Februar 1820 bis 11. Dezember 1901) aus dem Dorf Kapterewo, im Rajon Schuschenskoje gelegen.
Die Kinder des Paares, im sibirischen Gouvernement Jenisseisk geboren:
- Nikolai (geboren 1847),
- Nadeschda (geboren am 25. August 1849),
- Pjotr[7] (geboren am 4. Oktober 1852, gestorben nicht früher als 1918) General der Infanterie.

## Quelle
- Eintrag bei hrono.ru/biograf (russisch)